# Ленґ-Осек
Ленґ-Осек (пол. Łęg-Osiek, нім. Lengden) — село в Польщі, у гміні Оброво Торунського повіту Куявсько-Поморського воєводства.
Населення — 92 особи (2011).
У 1975-1998 роках село належало до Торунського воєводства.

## Демографія
Демографічна структура станом на 31 березня 2011 року:
|          | Загалом | Допрацездатний вік | Працездатний вік | Постпрацездатний вік |
| -------- | ------- | ------------------ | ---------------- | -------------------- |
| Чоловіки | 43      | 13                 | 28               | 2                    |
| Жінки    | 49      | 13                 | 26               | 10                   |
| Разом    | 92      | 26                 | 54               | 12                   |